# فريق كوريناي

كوريناي مع طلابها من أعضاء الفريق الثامن؛ شينو أبورامي (يمين)، هيناتا هيوغا (وسط)، كيبا إينوزوكا (يسار) وفوق رأسه الكلب أكامارو.

فريق كوريناي أو الفريق الثامن هم أفراد فريق نينجا في عالم النينجا الخيالي لسلسلة أنمي ومانغا ناروتو، وهو فريق مكون من 3 أعضاء تقودهم الجونين يوهي كوريناي. يتكون هذا الفريق من يوهي كوريناي (القائدة)، وكيبا اينوزوكا، وهيناتا هيوجا وشينو أبورامي. برغم أن هذا الفريق لم يكن محور الأحداث، إلا أنَّه كان له أهمية كبيرة خلال السلسلة بأكملها.

## معلومات عامة عن الفريق
- الفريق الثامن كان يعرف باسم فريق كوريناي. لقد كان من الفرق القليلة التي تتكون من خمسة أعضاء مع كوريناي، كيبا، أكامارو (الكلب الخاص بكيبا)، هيناتا وشينو.
- هناك قائدين معروفين لهذا الفريق خلال الأحداث. الأول كان القائدة الأصلية يوهي كوريناي. والقائد الثاني كان هاتاكي كاكاشي، الذي كان قائد مؤقت وقادهم خلال بعض المهمات. لقد كان هذا في ناروتو شيبودن عندما كانت كوريناي حامل.[2]
- لم تكن القدرة الرئيسية لهذا الفريق هي القتال، ولكنهم كانوا متخصصين في التتبع والبحث. كانوا يقومون بهذا من خلال بياكوغان هيناتا، أنف كيبا وأكامارو، وحشرات شينو. لقد كان بامكانهم تحديد مكان أي شيء وتم اختيارهم تحديدًا للعديد من المهمات بسبب هذه القدرات.
- لقد قرر الفريق الثامن وكذلك جميع الـ 11 عضو من كونوها،أن يقوموا بقتل أوتشيها ساسكي بسبب أفعاله الاجرامية ومن أجل منع اندلاع حرب عالمية.
- بجانب فريق كاكاشي، فان هذا الفريق هو الفريق الذي لم يخسر أحد أعضائه خلال ناروتو شيبودن. لقد خسر الفريق العاشر أسوما، بينما خسر فريق جاي هيوجا نيجي وكادوا أن يفقدوا مايت غاي.
- بعدما أصبحت ابنة كوريناي، ساروتوبي ميراي في سن جيد، عادت كوريناي تتابع حياتها كشينوبي لبعض الوقت.
- تفرق بقية أعضاء الفريق الثامن أيضًا. لقد تزوجت هيوجا هيناتا من أوزوماكي ناروتو، وبدأ كيبا يواعد تاماكي، بينما أصبح شينو معلمًا في الأكاديمية.
- يوهي كوريناي وهيوجا هيناتا هما الوحيدتين في هذا الفريق اللتين لديهم أطفال.
- برغم إكمال الفريق الثامن للعديد من المهمات، إلا أن المانغا لم تظهر إلا مهمة واحدة لهم، والتي كانت الانضمام إلى فريق كاكاشي من أجل أسر أوتشيها ايتاتشي وأوتشيها ساسكي. لقد توسع الأنمي في هذا، وجعلهم يشاركون في العديد من المهمات.
- جميع أعضاء هذا الفريق، باستثناء كوريناي، شاركوا في حرب النينجا الرابعة العظمى، حيث حصلوا على فرصة لإظهار قدراتهم. بعد الحرب، استمروا في العمل معًا لفترة ولكن في النهاية تفرقوا بمجرد زواج هيناتا من ناروتو.

## روابط خارجية
- الفريق الثامن في موقع ناروتوبيديا.